# Японсько-південнокорейські відносини
Японсько-південнокорейські відносини — двосторонні відносини між Японією та Південною Кореєю.
Японія та Південна Корея — держави-сусіди, які вважаються головними союзниками США у Східній Азії. Незважаючи на це, відносини між цими двома країнами в останні роки значно погіршились, через взаємну недовіру та ряд суперечок: територіальні претензії щодо належності Ліанкурових скель, візит японського прем'єр-міністра в Святилище Ясукуні, різні точки зору на період колоніального правління Японської імперії в Кореї та відмову Японії вести переговори та офіційно вибачитись і виплатити репарації на вимогу Південної Кореї.
Опитування BBC World Service у 2014 році показало, що 13% японців позитивно ставляться до впливу Південної Кореї, а 37% мали негативну думку, у той час як 15% південнокорейців позитивно оцінили вплив Японії, а негативно — 79%. Підводячі підсумки опитування, ЗМІ охарактеризували відносини двох країн як стан «холодної війни».